# NGC 7366
NGC 7366 (другие обозначения — PGC 69629, MCG 2-58-4, NPM1G +10.0560) — галактика в созвездии Пегас.
Этот объект входит в число перечисленных в оригинальной редакции «Нового общего каталога».